# Giosuè Ligios
Giosuè Stefano Ligios (n. 26 decembrie 1928, Bitti, Sardinia, Italia – d. 9 decembrie 2021, Nuoro, Sardinia, Italia) a fost un politician italian.  Membru al Partidului Democrația Creștină, a servit în Senatul Republicii Italiene între 1972 și 1983  și în Parlamentul European între 1979 și 1989. 